# Герб Опаринского района
Герб муниципального образования «Опаринский район» — опознавательно-правовой знак, составленный и употребляемый в соответствии с правилами геральдики, служащий символом муниципального района «Опаринский район» Кировской области Российской Федерации.

## Описание герба
Описание герба:
В лазоревом поле геральдического щита золотая церковная главка, венчающая зелёный холм, из-за которого, сопровождаемого двумя меньшими зелёными холмами, в стороны вытекают серебряные ручьи. В оконечности возникающий серебряный безант с острыми, загнутыми навстречу ходу солнца зубцами. В вольной части герб Кировской области.

## История создания
- 15 июля 1999 — герб района утверждён решением Опаринской районной Думы[1].

- Герб Опаринского района включён в Государственный геральдический регистр Российской Федерации под № 400[2].